# China Railways 8K
A China Railways 8K sorozat egy kínai 25 kV 50 Hz váltakozó áramú, Bo'Bo'+Bo'Bo' tengelyelrendezésű kétszekciós villamosmozdony-sorozat. Az Alstom, a Siemens Transportation Systems, a BBC és más gyárak összesen 150 db-ot gyártottak belőle 1987-ben a China Railways részére.